# 雷州圆螺
雷州圆螺（学名：Cyclotus schomburgianus）为环口螺科圆螺属的动物，是中国的特有物种。分布于广东、海南、广西、福建等地，生活环境为陆地，常栖息于阴暗潮湿多腐殖质的林区、灌木草丛中、石缝中、芭蕉丛以及橡胶园。